# Muralles i fortificacions de Tarragona
Les Muralles i fortificacions de Tarragona és un conjunt de Tarragona que inclou la muralla romana que encercla en gran part el nucli antic de la ciutat, així com elements singulars com el Portal de Sant Antoni construït el 1737 que dona al passeig de Sant Antoni. El conjunt forma part de l'Inventari del Patrimoni Arquitectònic de Catalunya.

## Descripció
El que avui es conserva de muralla romana encercla en gran part el nucli antic de la ciutat. Se'n pot resseguir el perímetre des de la via de l'Imperi, passant per tot el passeig Arqueològic i seguint pel passeig de Sant Antoni. En destaquen els grans murs romans d'aparell ciclopi, sobre els quals reposen llenços fets de carreus en bona part encoixinats, amb moltes refeccions d'època medieval. En aquests llenços s'hi intercalen torres de base quadrangulars i s'hi obren poternes o portelles de poca alçada, així com una porta d'arc de mig punt prop la torre de Minerva. Al sector de la via de l'Imperi, trobem la torre del Tintorer, de factura medieval. Dins el recorregut del passeig Arqueològic, trobem la torre de l'Arquebisbe, que en el seu estat actual, és pràcticament obra medieval, la torre del Seminari i la de Minerva. Pel sector del passeig de Sant Antoni veiem que hi ha habitatges incorporats a la muralla pel costat interior d'aquesta. Just abans d'entrar al passeig Arqueològic trobem el portal del Roser; per la part del passeig de Sant Antoni trobem el portal del mateix nom, refet el segle xviii.
Restes del mur Vell, aprofitat del mur de contenció del fòrum i refet amb torres adossades els segles xii-xiii, es poden veure al carrer dels Ferrers i en excavacions fetes al carrer de Cavallers. Hi ha d'haver també restes al carrer de la Nau. A l'extrem de ponent s'ha trobat restes del castell del bisbe de Vic, d'origen romà, dins l'edifici de l'Antiga Audiència; a llevant, es conserva l'edifici romà conegut com a pretori, castell de Pilat, castell de Robert Bordet o castell del Rei.
La muralla romana es va reparar i la torre d'origen romà, coneguda com de l'Arquebisbe, fou refeta. es construí la torre d'en Tintorer, a l'actual via de l'Imperi.
De la Muralleta, construïda el segle xiv, se'n conserven restes a l'interior dels edificis de la banda nord de la Rambla Vella, també la torre d'Arandes, al principi del carrer dels Ferrers, i la torre del Baró de les IV torres o Morenés, que formaven part del portal de l'Olivera que tancava el carrer major i a l'inici de la Rambla Vella, lloc on s'uneix amb la torre de les Monges, de la mateixa època.
Del segle xvi, se'n conserven baluards: Sant Climent i Sant Antoni (al passeig de Sant Antoni), a la banda de mar de la muralla romana; i el de Santa Bàrbara o fortí Negre, a l'inici del passeig Arqueològic.
Dels segles xvii i xviii, se'n conserven també diversos baluards: el del Roser (a Saavedra), el de Sant Diego (prop la torre de l'Arquebisbe), el de Sant Magí (prop la torre de Minerva), i, més al nord, el de Sant Pere (passeig Torroja/camí ermita de la Salut), el de Staremberg (passeig Torroja) i el de Sant Jeroni (passeig de Torroja). A la part baixa de la ciutat hi ha restes del baluard de la reina Amàlia (Pere Martell/Jaume I).

## Història
Després d'un primer recinte emmurallat de petites dimensions, fet de pedres, fusta i terra, cap al 200 aC, els romans dugueren a terme la muralla que hom coneix com a «primera fase». D'aquesta època es conserven murs fets de grans megàlits de 6 m d'alçada per 4 m d'ample, reforçats per torres amb un basament ciclopi i un segon cos de carreus ben escairats i lleugerament encoixinats: de Minerva o de Sant Magí, del Cabísco o del Seminari i la base de la torre de l'Arquebisbe o del Paborde (i potser una altra sota el fortí Negre). La torre del Seminari enllaça per l'est amb un pany d'aquesta «primera fase» que la uneix amb la de Minerva, mentre que per l'oest se li adossa un pany de la «segona fase», que va fins a la torre de l'Arquebisbe. Més endavant, entre el 150 i el 100 aC, aquesta fortificació va ser ampliada i reforçada amb l'obra que hom coneix coma «segona fase»: la fortificació va assolir uns 5 quilòmetres de perímetre i va arribar fins al port. L'obra d'aquesta «segona fase» té una amplada de 6 metres i una alçada de 12 metres, amb un doble parament megalític a la base i carreus encoixinats al damunt. D'aquesta època es conserva una porta monumental i sis portelles. No se sap si aquesta muralla encerclava el poblat ibèric inicial. La muralla va evitar que el segle iii els francs i els alamans arranessin la ciutat, encara que sí que ho van fer amb els seus barris exteriors. A partir del segle iv la ciutat es va retreure i va quedar de nou bipolaritzada entre la zona alta i el port. Però la muralla va continuar mantenint el seu sentit urbà, delimitant la ciutat i separant-la del territori.
La pèrdua de pes polític en època visigòtica i la nova situació de la península Ibèrica deixen la ciutat en via morta fins a l'època feudal. Tarragona és gairebé una ciutat fantasma, entre andalusins, francs i senyors feudals, lloc d'emboscades, reduïda a un poble però plena de ruïnes meravelloses i fantàstiques.
No és fins a la repoblació del territori, amb Robert Bordet o d'Aguiló, que es reparen les defenses de la ciutat, reduïda aleshores a la zona alta i es tanca el flanc meridional amb una nova muralla (aprofitant el gran mur de contenció que hi havia entre l'espai de representació del Concili Provincial i la tercera terrassa, ocupada pel circ. Sota d'aquesta zona es va desenvolupar el raval del Corral (nom amb què també és conegut el mur Vell. Les torres laterals que comunicaven circ i plaça de representació del Concili Provincial es van convertir en els castells del Bisbe de Vic (Audiència) i de Robert d'Aguiló (després castell del Rei, o antic Pretori romà); una altra torre, al costat de l'antiga plaça del recinte de culte, va passar a ser el castell de l'Arquebisbe (castell del Patriarca). Es va reparar la muralla romana i una de les torres es va convertir en el castell del Paborde (o torre de l'Arquebisbe).

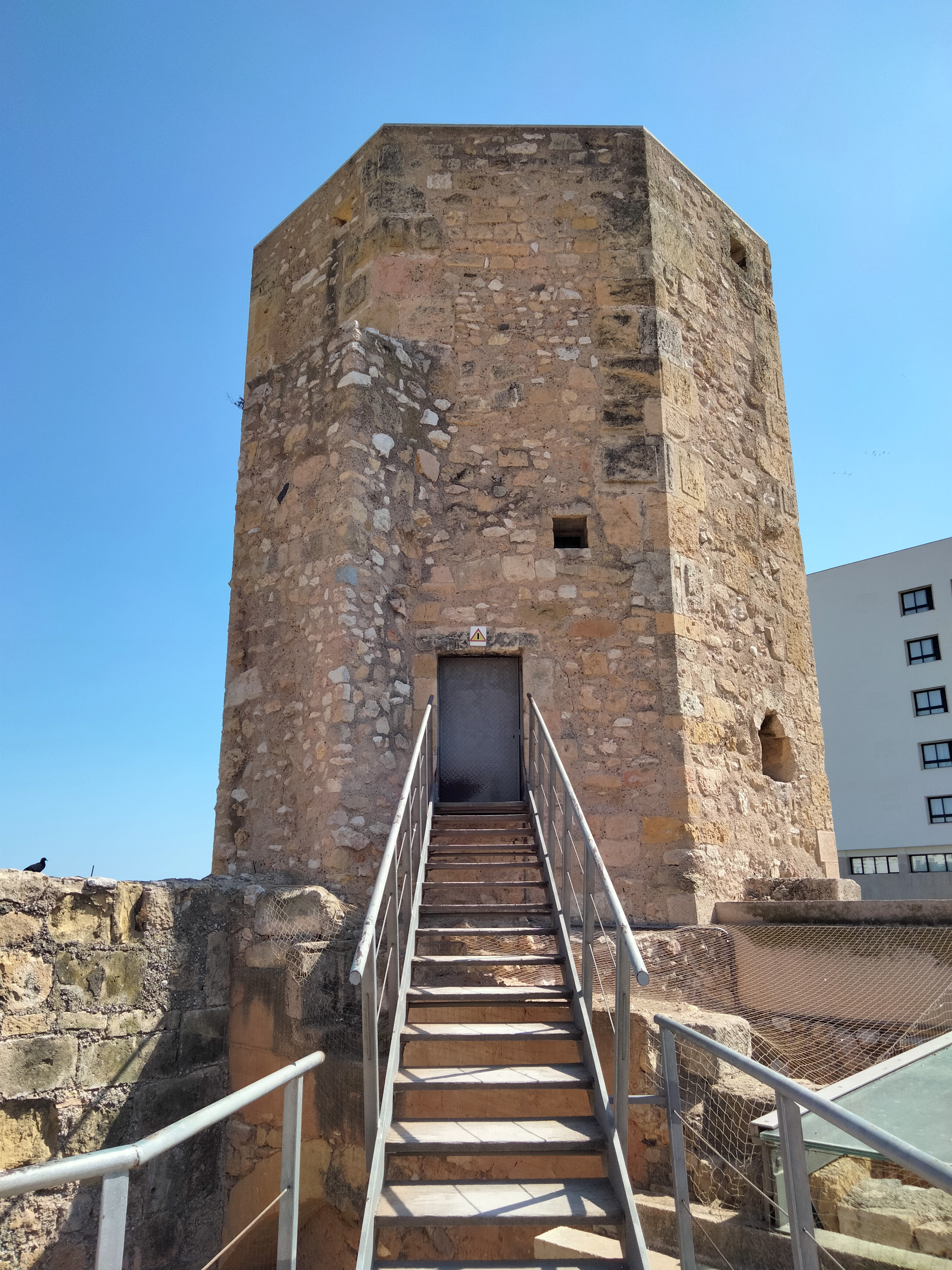
La torre de les Monges, amb accés des del circ romà

A partir del 1369 es construeix una nova muralla medieval, la Muralleta, a la part nord del que ara és la Rambla Vella. Anava des de l'angle d'aquest carrer amb la via de l'Imperi (on s'aixecava la torre Grossa, de planta poligonal de vuit costats) fins a l'angle també d'aquest mateix carrer amb el passeig de Sant Antoni, on es conserva encara la torre dita de les Monges (també de planta octogonal) i un tros de llenç, a través del qual ara s'accedeix al circ. D'aquesta època també es documenten diverses portes i torres, com la torre de Tintorer, a la via de l'Imperi.
Amb l'aparició de l'artilleria i el canvi d'estratègia defensiva, al llarg del segle xvi, les muralles de Tarragona seran reforçades amb baluards: Sant Climent, Sant Antoni, Carles V, Santa Bàrbara o Fortí Negre, Torre Grossa. I per defensar el port s'aixeca una nova torre prop del mar. A més, l'eixample cap al sud, en temps del cardenal Cervantes (1568-1575), va comportar que aquest prelat endegués una nova muralla, amb nous baluards —de Sant Pau i Santa Clara—, que no es va completar fins al segle xvii. Quant a la muralla romana de la ciutat baixa sembla que encara es conservava però, de mica en mica, al llarg dels anys, es va anar desmuntant, ja que feia nosa o bé servia de pedrera per a noves edificacions.
Les muralles romanes i medievals, amb els baluards del segle xvi o la muralla inconclusa del cardenal Cervantes, eren insuficients. Durant molts anys se succeïren les reparacions i els reforços, sempre amb manca de recursos i gairebé mai amb finançament reial. Però amb això no n'hi havia prou: calia una planificació de les fortificacions d'acord amb els nous sistemes de fer la guerra. El resultat, però, no va ser reeixit, com ho demostra el setge de la ciutat del 1811.
El desenvolupament dels projectes de defensa de Tarragona al llarg dels segles xvii (Guerra dels Segadors) i xviii (Guerra de Successió) va tenir diversos fronts. El primer seria el reforç de les fortificacions de la part alta, amb una contramuralla al passeig de Sant Antoni, i la construcció de diversos baluards exteriors com a avançada de les defenses. Després se'n va fer una altra a la banda de terra, on ara hi ha el passeig Arqueològic, coneguda com a Falsa Braga. El segon projecte va ser recuperar la idea del cardenal Cervantes d'estendre les defenses fins al port, especialment el costat interior, més fàcilment atacable. Tot seguint el traçat de la muralla romana de la ciutat baixa, es van anant construint noves cortines i baluards, i a partir de mitjan segle xvii els esforços van continuar amb la muralla que defensaria el port. Un tercer front va ser construir una línia de defensa de costa i de la carretera a Barcelona, formada pels fortins de la Reina Anna Stuart i de Sant Jordi i la Plaça d'Armes, que enllaçava amb la línia més exterior de defenses, amb els fortins de la Creu i el nou de Sant Jeroni o el de Staremberg a l'est, i els de Sant Pere i el Rei al nord. Però calia completar les defenses més exteriors, cosa que no es materialitza fins a inicis del segle xix amb la Guerra del Francès, reparant les muralles i els baluards vell i construint-ne de nous: al Francolí, a les Forques Velles (Oliva), al Llorito, la muntanya dels Ermitans i l'Arrabassada. La retirada de les tropes invasores, la nit del 18 d'agost de 1813, va suposar la destrucció prèvia de les defenses i castells de la ciutat per tal de deixar Tarragona inservible com a plaça forta. Vint-i-tres mines de pólvora van fer la feina.
Davant del creixement de la ciutat, l'any 1854 es va començar a enderrocar muralles i baluards. El 1868 Tarragona va deixar de ser plaça forta. Fins i tot va perillar la muralla romana, que va ser declarada Monument Històric el 1884.

## Galeria d'imatges (Portal de Sant Antoni)

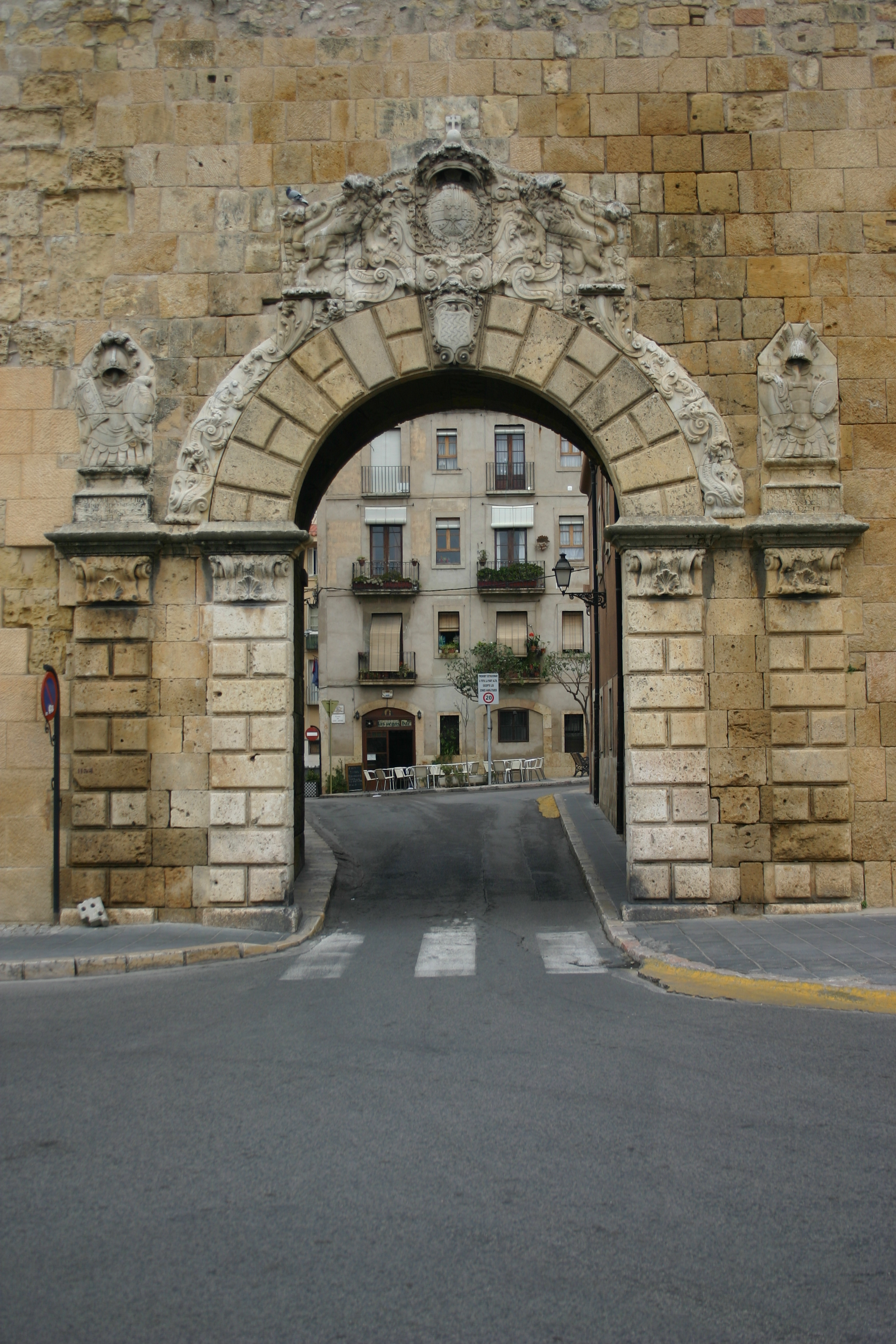
L'arc
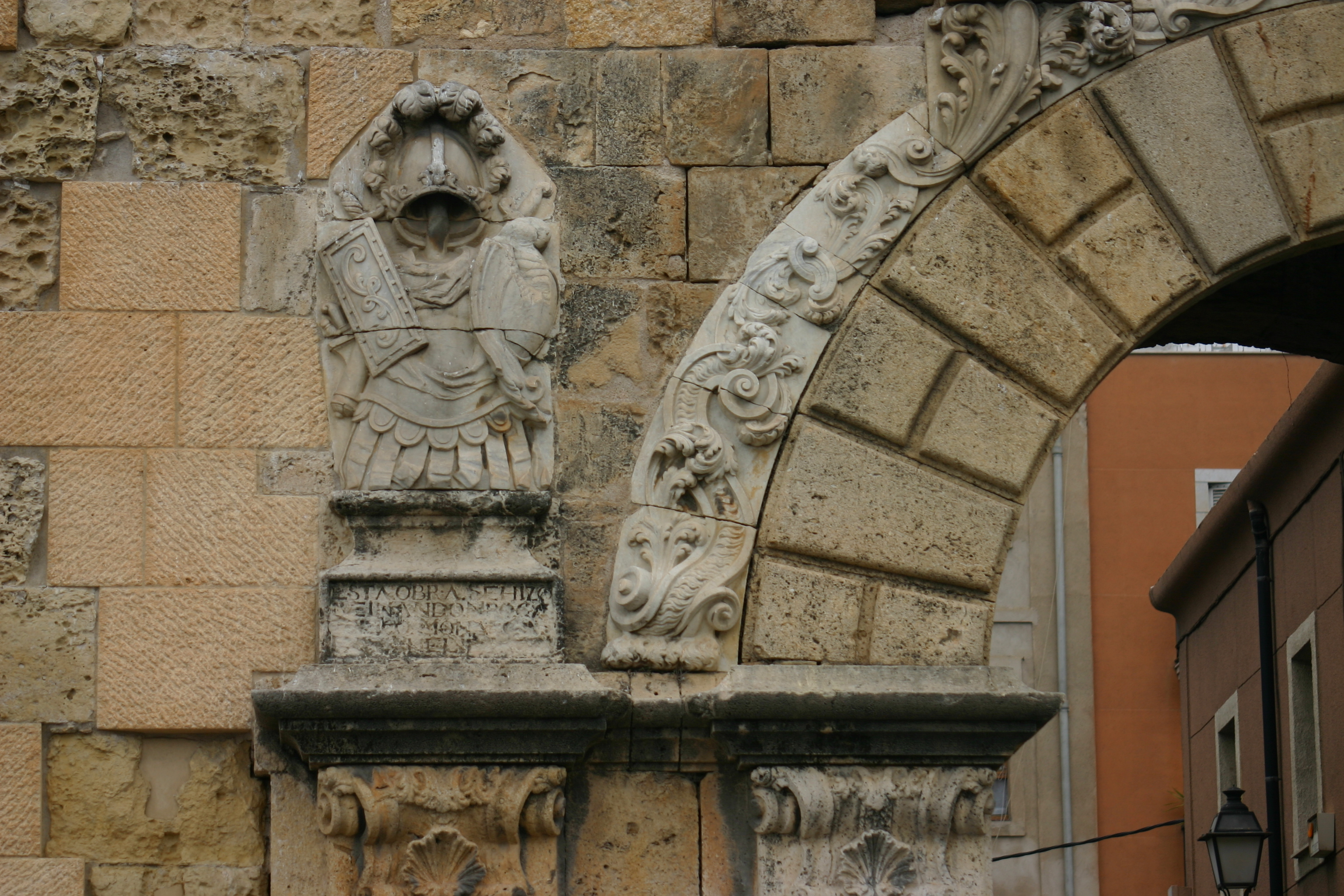
Esquerra
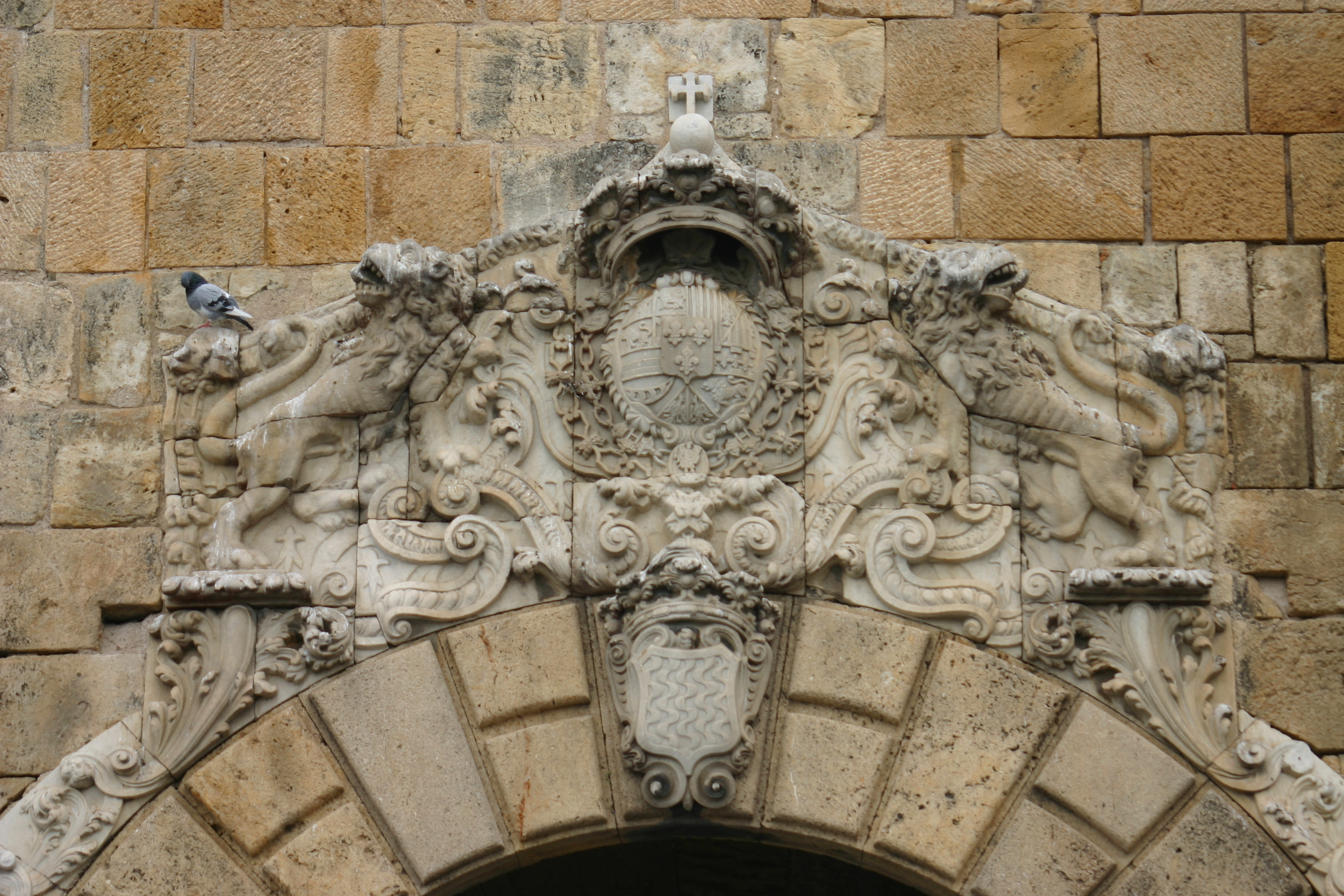
Centre
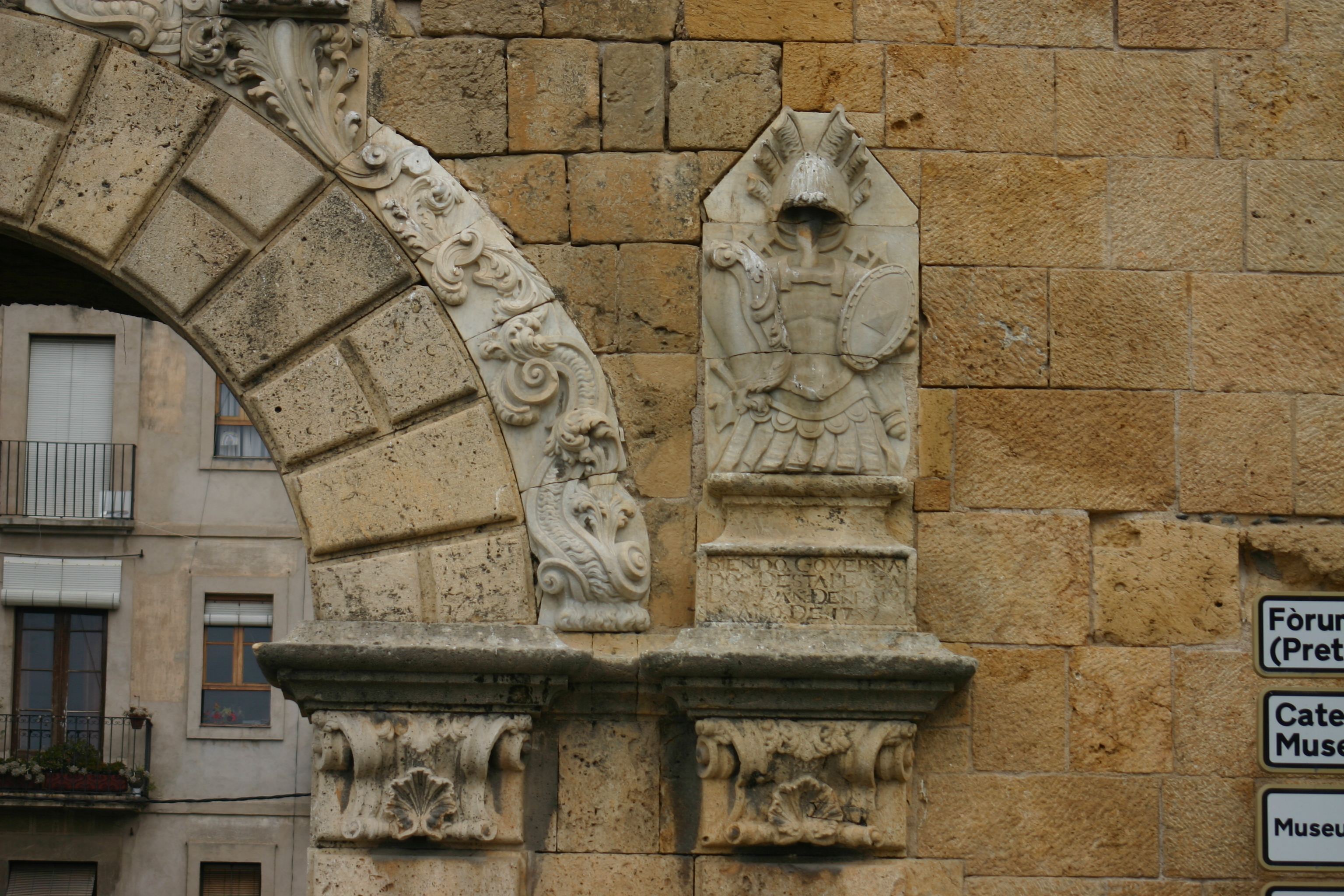
Dreta